# Franciszek Ignacy Wysocki
Franciszek Ignacy Wysocki (ur. 27 grudnia 1678 w Żukowie, zm. 14 lipca 1728 w Toruniu) – ksiądz katolicki, doktor obojga praw, kanonik warszawski, wrocławski i chełmiński, biskup pomocniczy-nominat diecezji chełmińskiej.

## Życiorys
Pochodził z rodziny szlacheckiej herbu Leliwa. W 1702 wyświęcony na kapłana diecezji warszawskiej. Pełnił funkcje kanonika warszawskiego, wrocławskiego, a następnie chełmińskigo. W 1728 prekonizowany biskupem pomocniczym diecezji chełmińskiej. Nie otrzymał jednak sakry biskupiej, zmarł 14 lipca 1728 miesiąc po nominacji w Toruniu w klasztorze oo. Jezuitów. Pochowany w katedrze św. Trójcy w Chełmży. Jego postać upamiętnia tam owalne epitafium ze złoconym  napisem na czarnej marmurowej tablicy.